# Medborgaren (1829–1832)
Medborgaren var en svensk halvveckotidning, som utgavs i Stockholm under tiden juni 1829 till juli 1832 av Johan Gustaf Hjerta med Carl Henrik Anckarsvärd som den förnämste medarbetaren. Tidningen råkade fyra gånger ut för indragningsmakten, men uppstod för varje gång inom kort under något ändrade namn (bland annat Svenske medborgaren och Den svenske medborgaren). I tidningen avhandlades mest politiska frågor i en frisinnat konstitutionell anda.